# Calihualá
Calihualá (del náhuatl: Calli-, hua-, la ‘Casa, poseedor, junto’‘Junto a los poseedores de las casas’) es una localidad mexicana ubicada en el estado de Oaxaca, cabecera del municipio homónimo.

## Ubicación
El centro del municipio se encuentra en las coordenadas: 
- Latitud. 17.58° Norte
- Longitud. -98.17°

## Localidades
- Está conformado por cinco localidades: Calihualá, La Raya, San José Sabinillo, El Calvario y San Antonio o Las Mesas.

### Calihualá
La localidad de Calihualá tiene 478 habitantes, se encuentra a 1.320 metros de altitud. 

#### Colegios y escuelas
- Alma campesina: Es una escuela de preescolar en donde se imparte educación básica (Preescolar general), y es de control público (Federal transferido).
- Valentín Gómez Farias: Es una escuela de primaria en donde se imparte educación básica (Primaria general), y es de control público (Federal transferido).
- Gral. Lázaro Cárdenas del Río: Es una escuela de educación secundaria en donde se imparte educación básica (Secundaría general), y es de control público (Federal transferido).

### La Raya
La localidad de La Raya tiene 7 habitantes. Se encuentra a 1.500 metros de altitud.

### San José Sabinillo
La localidad de San José Sabinillo tiene 90 habitantes. Se encuentra a 1.480 metros de altitud

### El Calvario
La localidad de El Calvario tiene 107 habitantes. Se encuentra a 1.380 metros de altitud.

### San Antonio o Las Mesas
La localidad de San Antonio o Las Mesas tiene 375 habitantes. Se encuentra a 1.620 metros de altitud.